# Salmonopuntia schickendantzii
Salmonopuntia schickendantzii ist eine Pflanzenart in der Gattung der Salmonopuntia aus der Familie der Kakteengewächse (Cactaceae). Das Artepitheton schickendantzii ehrt den deutschen Chemiker Friedrich Schickendantz (1837–1896).

## Beschreibung
Opuntia schickendantzii wächst strauchig, ist reich verzweigt und erreicht Wuchshöhen von 1 bis 2 Meter. Die graugrünen wenig gehöckerten, zylindrischen bis etwas abgeflachten Triebabschnitte weisen Durchmesser von 1,5 bis 2,5 Zentimeter auf und tragen rötliche, bis 2 Millimeter lange Blattrudimente. Die kleinen Areolen sind weiß. Die ein bis zwei pfriemlichen Dornen sind 1 bis 2 Zentimeter lang.
Die gelben Blüten erreichen Durchmesser von bis zu 4 Zentimeter. Die Früchte sind grün.

## Verbreitung, Systematik und Gefährdung
Salmonopuntia schickendantzii ist in den argentinischen Provinzen Jujuy, Salta, Tucumán, Catamarca und La Rioja in Höhenlagen von 1000 bis 2000 Metern verbreitet.
Die Erstbeschreibung als Opuntia schickendantzii durch Frédéric Albert Constantin Weber wurde 1898 veröffentlicht. Fabián Font und Matias Köhler stellten die Art 2021 in die Gattung Salmonopuntia.
Nomenklatorische Synonyme sind Cylindropuntia schickendantzii (F.A.C.Weber) Backeb. (1936), Austrocylindropuntia schickendantzii (F.A.C.Weber) Backeb. (1951), Brasiliopuntia schickendantzii (F.A.C.Weber) R.Puente & Majure (2014) und Mortolopuntia schickendantzii (F.A.C.Weber) Guiggi (2015).
In der Roten Liste gefährdeter Arten der IUCN wird die Art als „Least Concern (LC)“, d. h. als nicht gefährdet geführt. Die zukünftige Entwicklung der Populationen ist unbekannt.

## Nachweise